# It's So Good
It's So Good (em português:  É tão Bom) é o décimo álbum de estúdio cantor de freestyle Stevie B, lançado em 29 de Abril pela gravadora Bolari Records. Desse álbum saíram dois singles, "It's So Good" e "You Are the One" (um cover da canção originalmente lançada por Count to Twenty). Nenhum deles conseguiu entrar em nenhuma parada musical de algum país.
Mesmo sem o sucesso dos singles, e o álbum com pouca exposição, ainda conseguiu entrar na parada de álbuns da Alemanha, chegando a posição #99 onde permaneceu por apenas uma semana.

## Faixas
| N.º | Título                            | Duração |  |
| 1.  | "Since You've Been Gone Away"     | 4:16    |  |
| 2.  | "Young Girl" (Freestyle Mix)      | 5:13    |  |
| 3.  | "Rio Party Nights"                | 4:33    |  |
| 4.  | "Baila (Dance with Me)"           | 4:15    |  |
| 5.  | "I Lost My Love Today"            | 4:31    |  |
| 6.  | "Mira Mira"                       | 3:25    |  |
| 7.  | "Can You Hear Me Now"             | 4:32    |  |
| 8.  | "You Are the One"                 | 4:09    |  |
| 9.  | "My Mother's Eyes"                | 3:55    |  |
| 10. | "Give Me Just a Little More Time" | 4:37    |  |
| 11. | "It's So Good"                    | 4:38    |  |
| 12. | "Young Girl" (Urban Mix)          | 5:10    |  |

## Posições nas paradas musicais
| Parada musical (2000)           | Melhor posição |
| ------------------------------- | -------------- |
| Alemanha - Media Control Charts | 99             |